# Eline Thorp
Eline Thorp Steffensen, mer känd som Eline Thorp, född 6 september 1993 i Hamarøy kommun i Nordland fylke, Norge, är en norsk sångerska och låtskrivare. Hon fick som mest nationell uppmärksamhet under år 2011, då hon blev framröstad till "ukas Urørt", på den norska TV- och radiokanalen NRK. Hon uppträdde senare under samma år på en del norska musikfestivaler, bland annat på by:Larm, Hovefestivalen, Slottsfjellfestivalen och Buktafestivalen.
År 2013 släppte Eline Thorp sin första singel "The Game", som dessutom skulle komma att få en egen tillhörande musikvideo. I januari 2014 släppte hon även sitt första debutalbum Mirror's Edge, detta på skivbolaget Beyond Records. Albumet fick mycket bra recensioner av kritiker, och fick bland annat fem stycken "tärningskast", av VG-författaren Stein Østbo.
År 2023 deltog Eline Thorp i den 61:a upplagan av sångtävlingen Melodi Grand Prix, som är den norska motsvarigheten till den svenska Melodifestivalen. Låten som hon framförde i tävlingen heter "Not Meant to Be" och är skriven av henne själv, tillsammans med bland annat svensken Andreas Stone Johansson. Hon framförde låten för allra första gången under upplagans tredje semifinal, där hon lyckades kvalificera sig till den stora finalen. Hon slutade därefter på en sjätteplats i slutet av själva finalen.